# Кодзима, Фуми
Фуми Кодзима (яп. 児島 フミ; 17 декабря 1916, Кимоцуки (уезд), Кагосима — 7 июня 1996) — японская легкоатлетка, специалистка по метанию диска и толканию ядра. Выступала за сборную Японии по лёгкой атлетике в 1930-х — 1950-х годах, обладательница двух серебряных медалей Азиатских игр, многократная чемпионка страны, участница летних Олимпийских игр в Берлине.

## Биография
Фуми Кодзима родилась 17 декабря 1916 года в уезде Кимоцуки префектуры Кагосима, Япония.
Окончила женское отделение физического воспитания старшей школы Тюко в Обу (ныне Университет Сигаккан), где училась вместе с другой известной японской легкоатлеткой Садако Ямамото. Позже работала учителем в старших школах префектур Сага и Кагосима.
Как спортсменка стала показывать высокие результаты на соревнованиях национального уровня с середины 1930-х годов, в частности неоднократно становилась чемпионкой Японии в толкании ядра (1934—1940, 1947—1948) и метании диска (1937—1940, 1946—1948).
На международном уровне впервые заявила о себе в сезоне 1936 года, когда вошла в состав японской национальной сборной и благодаря череде удачных выступлений удостоилась права защищать честь страны на летних Олимпийских играх в Берлине. В программе метания диска показала результат 33,66 метра, расположившись в итоговом протоколе соревнований на 15-й строке.
В 1951 году побывала на впервые проводившихся Азиатских играх в Дели, откуда привезла две награды серебряного достоинства, выигранные в толкании ядра и метании диска — в обоих случаях уступила своей соотечественнице Тоёко Ёсино.
После завершения спортивной карьеры Кодзима работала тренером по лёгкой атлетике на острове Кюсю, проявила себя в качестве спортивной журналистки — сотрудничала с местной газетой Minami-Nippon Shimbun. Позднее преподавала в Женском младшем колледже префектуры Аити и в Университете Кагосима Кэйдзай (ныне Кагосимский международный университет). Возглавляла Кагосимскую легкоатлетическую ассоциацию.
Умерла 7 июня 1996 года в возрасте 79 лет.